# Wojtkowizna
Wojtkowizna (deutsch Karlberg) ist ein Ort in der polnischen Woiwodschaft Ermland-Masuren. Er gehört zur Gmina Purda (Landgemeinde Groß Purden) im Powiat Olsztyński (Kreis Allenstein).

## Geographische Lage
Wojtkowizna liegt südöstlich der Groß Kleeberger Sees (polnisch Jezioro Klebarskie) im Westen der Woiwodschaft Ermland-Masuren, zehn Kilometer südöstlich der Kreis- und Woiwodschaftshauptstadt Olsztyn (deutsch Allenstein).

## Geschichte
Der kleine Ort Karlberg bestand ursprünglich aus nur einem großen Hof und war bis 1945 ein Wohnplatz der Gemeinden Klaukendorf (polnisch Klewki) im ostpreußischen Kreis Allenstein. Am 22. Oktober 1852 errichtete der Gutsbesitzer Karl Lous das Vorwerk und benannte es nach seinem eigenen Vornamen. Am 1. Dezember 1905 wurde der Klaukendorfer Wohnplatz Karlberg mit zwei Wohngebäuden bei 55 Einwohnern erwähnt.
Als 1945 in Kriegsfolge das gesamte südliche Ostpreußen an Polen fiel, erhielt Karlberg die polnische Namensform „Wojtkowizna“. Der Ort ist heute in die Landgemeinde Purda (Groß Purden) im Powiat Olsztyński (Kreis Allenstein) eingegliedert – zwischen 1975 und 1998 der Woiwodschaft Olsztyn, seither der Woiwodschaft Ermland-Masuren zugehörig.

## Kirche
Bis 1945 war Karlberg in die evangelische Kirche Allenstein in der Kirchenprovinz Ostpreußen der Kirche der Altpreußischen Union, außerdem in die römisch-katholische Kirche Klaukendorf (polnisch Klewki) im damaligen Bistum Ermland eingepfarrt.
Zu diesen beiden Kirchen besteht auch heute noch der Bezug Wojtkowiznas: zur nun nach  Christus, dem Erlöser benannten Kirche in Olsztyn, jetzt in der Diözese Masuren der Evangelisch-Augsburgischen Kirche in Polen gelegen, und zur St.-Valentins-Kirche in Klewki, die jetzt zum Erzbistum Ermland gehört.

## Verkehr
Wojtkowizna ist über einen Landweg von Klewki (Klaukendorf) zu erreichen. Klewki ist auch die nächste Bahnstation. Sie liegt an der PKP-Linie 219: Olsztyn–Ełk (deutsch Allenstein–Lyck).